# Śūraṃgama sūtra
Il  Śūrangama-sūtra  (cinese: 首楞嚴經 Shǒuléngyán jīng; giapponese: Shuryōgon kyō; coreano: 수능엄경 Suneung-eom gyeong; vietnamita: Thủ lăng nghiêm kinh) è un sūtra del Buddismo Mahāyāna di probabile derivazione cittamātra.
Questo sūtra è conservato nel solo Canone cinese, nella sezione Mìjiàobù (T.D. 945) e non va confuso con il Śūrangamasamādhi sūtra conservato nel Jīngjíbù (T.D. 642).
Secondo alcune tradizioni fu tradotto nel 705 in lingua cinese dal monaco indiano Pramīti con l'aiuto di un altro monaco indiano, Meghaśikhara, con il titolo 大佛頂如來密因修證了義諸菩薩萬行首楞嚴經 (Dà fódǐng rúlái mìyīn xiūzhèng liǎoyì zhūpúsà wànxíng shǒulèngyán jīng, giapp.  Dai butchō nyorai mitsuin shushō ryōgi shobosatsu mangyō shuryōgon kyō).
Secondo alcuni studiosi questo sūtra sarebbe invece un apocrifo cinese.
Si diffuse tra le scuole del Buddismo cinese Chán (禪宗) e Zhēnyán (眞言宗) e fu introdotto in Giappone dal pellegrino giapponese Fushō (普照, n.d.) di ritorno dal suo viaggio in Cina nel 754.